# 老馬副脊介
老馬副脊介（学名：Paranesidea laomaena）为土菱介科副脊介屬下的一个种。